# Nicola Di Bari
Nicola Di Bari o Nicola di Bari, cantant italià (Zapponeta, 29 de setembre de 1940). El seu nom vertader és Michele Scommegna. Va guanyar el Festival de la cançó de Sanremo en els anys 1971 i 1972.
La seva cançó "I giorni dell'arcobaleno", que va guanyar el festival de Sanremo, va patir la censura, que va fer canviar els versos "Vivi la vita di donna importante Perché a sedici anni hai già avuto un amante", que originalment deia: "Viu la vida d'una dona important, perquè a 13 anys (convertit en 16) ha tingut un amant".